# ATS D6
Chronologie des modèles (1983)
ATS D5 ATS D7
L'ATS D6 est une monoplace de Formule 1 engagée par l'écurie allemande Auto Technisches Spezialzubehör en championnat du monde de Formule 1 1983. Elle est pilotée par Manfred Winkelhock et Stefan Bellof pour les Grands Prix d'Allemagne et de Grande-Bretagne, puis par Jo Gartner pour le Grand Prix d'Autriche.

## Historique
L'ATS D6 n'est pas performante, puisque ses pilotes ne marquent aucun point au cours de la saison. Ses meilleures qualifications sont trois septièmes places de Manfred Winkelhock à Saint-Marin, en Belgique et au Canada. 
Ses pilotes ne terminent que trois courses sur quinze ; Winkelhock est le seul à franchir la ligne d'arrivée. Ses meilleurs résultats sont la seizième place du Grand Prix automobile du Brésil 1983, la onzième place à Saint-Marin et la huitième place du Grand Prix automobile d'Europe 1983.

## Résultats en championnat du monde de Formule 1
| Saison | Écurie   | Moteur        | Pneus    | Pilotes            | Courses | Courses | Courses | Courses | Courses | Courses | Courses | Courses | Courses | Courses | Courses | Courses | Courses | Courses | Courses | Points inscrits | Classement |
| Saison | Écurie   | Moteur        | Pneus    | Pilotes            | 1       | 2       | 3       | 4       | 5       | 6       | 7       | 8       | 9       | 10      | 11      | 12      | 13      | 14      | 15      | Points inscrits | Classement |
| ------ | -------- | ------------- | -------- | ------------------ | ------- | ------- | ------- | ------- | ------- | ------- | ------- | ------- | ------- | ------- | ------- | ------- | ------- | ------- | ------- | --------------- | ---------- |
| 1983   | Team ATS | BMW V6 M12/13 | Goodyear |                    | BRÉ     | EUO     | FRA     | SMR     | BEL     | MON     | EUE     | CAN     | GBR     | ALL     | AUT     | P-B     | ITA     | EUR     | AFS     | 0               | 16e        |
| 1983   | Team ATS | BMW V6 M12/13 | Goodyear | Manfred Winkelhock | 15e     | Abd     | Abd     | 11e     | Abd     | Abd     | Abd     | 9e      | Abd     | Nq      | Abd     | Dsq     | Abd     | 8e      | Abd     | 0               | 16e        |
| 1983   | Team ATS | BMW V6 M12/13 | Goodyear | Stefan Bellof      |         |         |         |         |         |         |         |         | Forf    | Forf    |         |         |         |         |         | 0               | 16e        |
| 1983   | Team ATS | BMW V6 M12/13 | Goodyear | Jo Gartner         |         |         |         |         |         |         |         |         |         |         | Forf    |         |         |         |         | 0               | 16e        |

Légende : ici